# Zgrada stare škole u Baškoj Vodi
Zgrada stare škole u mjestu Baškoj Vodi nalazi se na adresi Obala sv. Nikole 75.

## Opis
Zgrada stare škole u Baškoj Vodi na samoj morskoj obali istočno od župne crkve sv. Nikole. Navedena kuća jedina je sačuvana od tri škole koje su postojale u Baškoj Vodi. Zgradu je gradio Bartul - Bariša Granić, zaslužni učitelj Baške Vode potkraj 19. stoljeća. Prizemlje zgrade okrenuto jugu i suncu, namjenski je bilo predviđeno za školu, dok je učiteljski stan bio na katu. Kuća je katnica tlocrta izduženog pravokutnika, glavno pročelje građeno je kamenim klesancima u redovima, dok su ostala pročelja građena lošije obrađenim kamenom i ožbukana. U prizemlju zgrade su otvori oblika uspravnog pravokutnika s kamenim pragovima, dok su na katu prozori. Zgrada predstavlja značajan spomenik školstva u Baškoj Vodi.

## Zaštita
Pod oznakom RST-1343, 17/5-90 zavedena je pod vrstom "nepokretno kulturno dobro - pojedinačno", pravna statusa zaštićena kulturnog dobra, klasificirano kao "javne građevine".